# Koreocobitis
Koreocobitis is een geslacht van straalvinnige vissen uit de familie van de modderkruipers (Cobitidae).

## Soorten
- Koreocobitis naktongensis Kim, Park & Nalbant, 2000
- Koreocobitis rotundicaudata (Wakiya & Mori, 1929)